# 올 닛폰 뉴스 네트워크

현재 로고 (2대, 2003년 10월 ~)

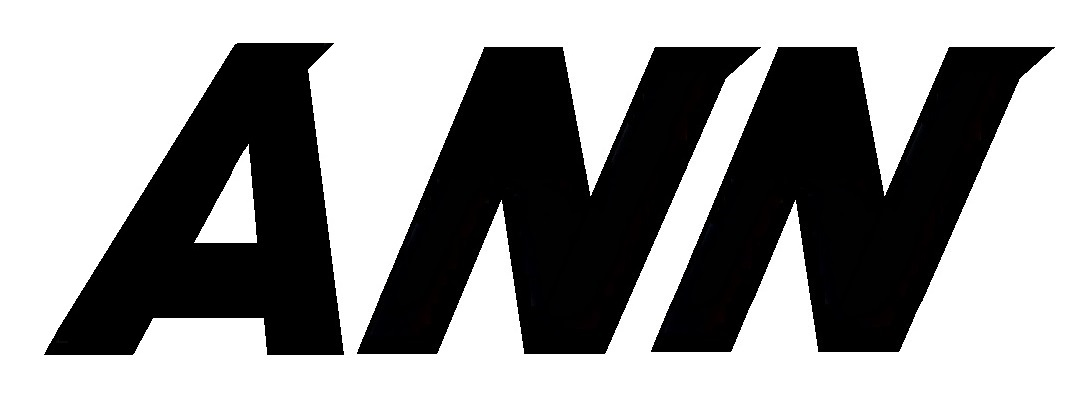
초창기 로고 (1대, 1970년 1월 ~ 2003년 9월)

올 닛폰 뉴스 네트워크(All-Nippon News Network, ANN)는 TV 아사히(EX)를 중심방송국(키 스테이션), 간사이 권역의 아사히 방송(ABC)을 준중심방송국으로 하는 일본의 텔레비전 뉴스 지역 민방 네트워크이다.

## 개요
- 아사히 신문과 관련 있는 민영 방송국 네트워크이지만 정식명칭이 「Asahi News Network(아사히·뉴스·네트워크)」는 아니다. 예전에 마이니치 방송(MBS, 오사카)이 ANN에 가맹했을 때 MBS는 ANN의 A를 「Asahi의 A」로 착각하고 있었다고 하며 현재도 일반 시청자들 사이에서는 ANN의 A를 「Asahi의 A」로 잘못 알고 있다.
- 원래는 교도 텔레비전에서 만든 뉴스를 방송하려 했지만 후지 텔레비전에서 먼저 방송하기 시작했기 때문에 NET(현재의 TV 아사히)의 대주주인 도에이가 아사히 신문과 연합해 아사히 텔레비전 뉴스사를 설립해 뉴스를 방송하기 시작했으며 이 뉴스 프로그램은 당시 후지 텔레비전과 크로스넷 관계에 있었던 규슈 아사히 방송에서도 방송되면서 이때부터 ANN의 모태가 생기기 시작했다고 할 수 있다.
  - 그러나 간사이 지방에서는 방송되지 않았었는데 이는 당시 NET가맹국인 마이니치 방송이 뉴스를 자체적으로 조달했었기 때문이며 이로 인해 간사이 지방 뉴스는 도에이와 계약한 현지 카메라맨에 의해서 행해지고 있었다.
- UHF방송국 대량 개국으로 계열국이 증가하면서 뉴스 프로그램 이름을 1970년 1월 1일 「NET 뉴스 아사히 신문 제작」에서 「ANN 뉴스」로 바꾸었지만 현재처럼 동시방송 형식이 아닌 프로그램 구입형식으로 방송하는 방송국이 많았으며 이 때문에 지역방송국에서는 뉴스 프로그램 제목을 바꾸어 방송했다.
- 일본 우정성(당시)에서 실시한 지역 민영방송국 4개국화에 의해 헤이세이 시대에 많은 방송국이 네트워크에 가입했으며 이 방송국들이 대부분 그 지역에서 마지막으로 개국한 방송국이었기 때문에 이 계열국들의 이름에는 아사히 방송이나 아사히 TV라는 명칭이 많이 붙어있다.
- 프로그램 공급도 겸하고 있었지만 현재 프로그램 공급은 완전가맹국만 대상으로 삼고 있다.
- 크로스넷 방송국도 완전가맹국 취급을 했었으며 그와 동시에 ANN에서 많은 자본을 보조해주었기 때문에 ANN에서 탈퇴한 일부 지역방송국은 ANN 탈퇴후 얼마동안 경영난에 시달렸다고 한다.
- 지상파 디지털 텔레비전 방송이 시작되면서 케이블 텔레비전을 통한 구역외 재발송신을 기본적으로 인정하지 않는 관계로 케이블 텔레비전을 통해 수신 할 수 없게 되는 경우가 발생하였으며 이에 TV 아사히는 야마나시 현에, 호쿠리쿠 아사히 방송은 도야마 현과 후쿠이 현 료호쿠 지방에, 아사히 방송은 후쿠이 현 료난 지방과 도쿠시마 현에, 규슈 아사히 방송은 사가 현의 케이블 텔레비전 방송국에 구역외 재송신을 허가해 주고 있다.

## 네트워크 가맹국(지역 민방)

### 현재 가맹국
※ 이 표는, 일본 북쪽에서 남쪽으로의 순서로 기재하고 있다.
※ 기호 ★ - AM라디오 방송국 겸영 / ☆ - 예전에 다른 뉴스 네트워크의 가맹국이었던 지역.(예: 아사히 방송:JNN 완전가맹국)
| 방송구역    | 약칭 / ID | 회사명               | ANN 가맹 시기                                                                              | 비고 | 기호                                                                                 |
| ----------- | --------- | -------------------- | ------------------------------------------------------------------------------------------ | --- | ------------------------------------------------------------------------------------ |
| 홋카이도    | HTB 6     | 홋카이도 TV 방송     | 1970년 4월 1일 발족시                                                                      | 네트워크 중심국 |                                                                                      |
| 아오모리현  | ABA 5     | 아오모리 아사히 방송 | 1991년 10월 1일 개국시                                                                     | | ☆                                                                                    |
| 이와테현    | IAT 5     | 이와테 아사히 TV     | 1996년 10월 1일 개국시                                                                     | IAT 개국 전까지는 TV아사히 모리오카 지국이 취재를 담당 | ☆                                                                                    |
| 미야기현    | KHB 5     | 히가시닛폰 방송      | 1975년 10월 1일 개국시                                                                     | 네트워크 중심국 | ☆                                                                                    |
| 아키타현    | AAB 5     | 아키타 아사히 방송   | 1992년 10월 1일 개국시                                                                     | | ☆                                                                                    |
| 야마가타현  | YTS 5     | 야마가타 TV          | 1975년 4월 1일~1980년 3월 31일 (=FNN/FNS와의 크로스 넷) 1993년 4월 1일부터(=FNN/FNS 탈퇴). | 개국은 1970년 4월 1일 | ☆                                                                                    |
| 후쿠시마현  | KFB 5     | 후쿠시마 방송        | 1981년 10월 1일 개국시                                                                     | | ☆                                                                                    |
| 간토 광역권 | EX 5      | TV 아사히            | 1970년 1월 창설 당시                                                                       | 중심방송국이자 네트워크 중심국(키 스테이션). 구회사명： 일본 교육TV(NET, 1959년 2월 1일~1977년 3월 31일)→ 전국 아사히 방송(ANB, 통칭： TV아사히 1977년 4월 1일~2003년 9월 30일) |                                                                                      |
| 야마나시현  | 없음      | 없음                 | 없음                                                                                       | TV아사히 고후 지국이 취재. | TV아사히 고후 지국이 취재.                                                           |
| 나가노현    | abn 5     | 나가노아사히 방송    | 1991년 4월 1일 개국시                                                                      | | ☆                                                                                    |
| 니가타현    | UX 5      | 니가타 TV21          | 1983년 10월 1일 개국시                                                                     | 구통칭：NT21 | ☆                                                                                    |
| 시즈오카현  | SATV 5    | 시즈오카 아사히 TV   | 1978년 7월 1일 개국시                                                                      | 구회사명：시즈오카 현민 방송(SKT, 1978년 7월 1일~1993년 9월 30일). 개국 당시부터 1979년 6월 30일까지는 NNN/NNS와 크로스 넷 관계.                                                |                                                                                      |
| 주쿄 광역권 | NBN 6     | 나고야 TV 방송       | 1970년 4월 1일 발족시                                                                      | 네트워크 중심국. 개국은 1962년 4월 1일. 애칭： 메~테레. ANN 발족~1973년 3월까지는 CTV(주쿄 TV 방송)도 가맹(중복 가맹)                                                           | ☆                                                                                    |
| 도야마현    | 없음      | 없음                 | 없음                                                                                       | TV아사히 토야마 지국이 취재.경우에 따라 호쿠리쿠 아사히 방송이 취재하는 경우도 있다.                                                                                            | TV아사히 토야마 지국이 취재.경우에 따라 호쿠리쿠 아사히 방송이 취재하는 경우도 있다. |
| 이시카와현  | HAB 5     | 호쿠리쿠 아사히 방송 | 1991년 10월 1일 개국 당시                                                                  | |                                                                                      |
| 후쿠이현    | FBC 7     | 후쿠이 방송          | 1989년 4월 1일부터 정식 가맹                                                               | NNN/NNS 중심 크로스 네트워크 방송국 | ☆                                                                                    |
| 긴키 광역권 | ABC 6     | 아사히 방송          | 1975년 3월 31일부터                                                                        | 준 중심방송국이자 네트워크 중심국. 1956년 12월 1일(OTV 오사카 TV 방송으로 개국했다).                                                                                            | ☆★                                                                                   |
| 돗토리현    | 없음      | 없음                 | 없음                                                                                       | TV아사히 돗토리 지국,요나고 지국이 취재. | TV아사히 돗토리 지국,요나고 지국이 취재.                                             |
| 시마네현    | 없음      | 없음                 | 없음                                                                                       | 현 동부에서는 TV아사히 마츠에 지국이,서부에서는 히로시마 홈 TV가 취재. | 현 동부에서는 TV아사히 마츠에 지국이,서부에서는 히로시마 홈 TV가 취재.               |
| 히로시마현  | HOME 5    | 히로시마 홈TV        | 1974년 4월 1일 ANN(정식) 발족시                                                            | 개국은 1970년 12월 1일. |                                                                                      |
| 야마구치현  | yab 5     | 야마구치 아사히 방송 | 1993년 10월 1일 개국 당시                                                                  | | ☆                                                                                    |
| 도쿠시마현  | 없음      | 없음                 | 없음                                                                                       | 아사히 방송이 취재를 담당.경우에 따라 세토나이카이 방송이 취재하는 경우도 있다.                                                                                                 | 아사히 방송이 취재를 담당.경우에 따라 세토나이카이 방송이 취재하는 경우도 있다.      |
| 오카야마현  | KSB 5     | 세토나이카이 방송    | 1970년 4월 1일 발족시                                                                      | 개국은 1969년 4월 1일. 중대사건·사고나 대규모 재해의 경우에 한정해, 도쿠시마 현 서부나 고치 현에서 취재를 실시하는 경우가 있었다.                                               | ☆                                                                                    |
| 가가와현    | KSB 5     | 세토나이카이 방송    | 1970년 4월 1일 발족시                                                                      | 개국은 1969년 4월 1일. 중대사건·사고나 대규모 재해의 경우에 한정해, 도쿠시마 현 서부나 고치 현에서 취재를 실시하는 경우가 있었다.                                               | ☆                                                                                    |
| 에히메현    | eat 5     | 에히메 아사히 TV     | 1995년 4월 1일 개국시                                                                      | eat 개국 전까지는 난카이 방송이 프로그램 판매 형태로 일부 뉴스 프로그램을 방송.                                                                                                 |                                                                                      |
| 고치현      | 없음      | 없음                 | 없음                                                                                       | 아사히 방송이 취재.경우에 따라 세토나이카이 방송이 취재하는 경우도 있다. | 아사히 방송이 취재.경우에 따라 세토나이카이 방송이 취재하는 경우도 있다.             |
| 후쿠오카현  | KBC 1     | 규슈 아사히 방송     | 1970년 4월 1일 발족시                                                                      | 네트워크 중심국. 라디오는 1954년 1월 1일 개국. 텔레비전은 1959년 3월 1일 개국.                                                                                                  | ★                                                                                    |
| 사가현      | 없음      | 없음                 | 없음                                                                                       | 큐슈 아사히 방송이 취재를 담당. | 큐슈 아사히 방송이 취재를 담당.                                                      |
| 나가사키현  | NCC 5     | 나가사키 문화방송    | 1990년 4월 1일 개국시                                                                      | |                                                                                      |
| 구마모토현  | KAB 5     | 구마모토 아사히 방송 | 1989년 10월 1일 개국시                                                                     | | ☆                                                                                    |
| 오이타현    | OAB 5     | 오이타 아사히 방송   | 1993년 10월 1일 개국시                                                                     | | ☆                                                                                    |
| 미야자키현  | UMK 3     | TV 미야자키          | 1976년 4월 1일부터 정식 가맹                                                               | FNN/FNS/NNN 크로스 네트워크 방송국 | ☆                                                                                    |
| 가고시마현  | KKB 5     | 가고시마 방송        | 1982년 10월 1일 개국 당시                                                                  | | ☆                                                                                    |
| 오키나와현  | QAB 5     | 류큐 아사히 방송     | 1995년 10월 1일 개국시                                                                     | 류큐 방송에 의한 1국 2파 체제로 방송하고 있다. QAB 개국 전까지는 TV아사히 나하지국이 취재를 담당.                                                                               |                                                                                      |

### 예전에 가맹했던 방송국
| 방송구역    | 약칭 / ID | 회사명           | ANN 가맹 시기                           | (ANN을 탈퇴한뒤) 현재의 소속 계열            | 비고 | 현재 현지 계열국     |
| ----------- | --------- | ---------------- | --------------------------------------- | -------------------------------------------- | --- | -------------------- |
| 아오모리 현 | ATV 6     | 아오모리 TV      | 발족~1975년 3월                         | JNN 완전가맹국 (ANN 탈퇴 후 가맹)            | | 아오모리 아사히 방송 |
| 아오모리 현 | RAB 1     | 아오모리 방송    | 1975년 4월~1991년 9월                   | NNN/NNS 완전가맹국                           | | 아오모리 아사히 방송 |
| 이와테 현   | TVI 4     | TV 이와테        | 발족~1980년 3월                         | NNN/NNS 완전가맹국                           | TVI의 ANN 이탈 이후 TV아사히 모리오카지국이 취재를 담당.                                                                                | 이와테아사히TV       |
| 미야기현    | OX 8      | 센다이 방송      | 발족~1970년 9월                         | FNN/FNS 완전가맹국                           | | 히가시닛폰 방송      |
| 미야기현    | MMT 4     | 미야기 TV 방송   | 1970년 10월 개국~1975년 9월             | NNN/NNS 완전가맹국                           | | 히가시닛폰 방송      |
| 아키타 현   | AKT 8     | 아키타 TV        | 발족~1987년 3월 ※ANN 정식 참가는 1981년 | FNN/FNS 완전가맹국                           | AKT의 ANN 이탈 당시부터 1992년 10월의 AAB 개국까지 ANN 보도 거점은 설치되지 않았다.                                                     | 아키타 아사히 방송   |
| 야마가타 현 | YBC 4     | 야마가타 방송    | 1980년 4월~1993년 3월                   | NNN/NNS 완전가맹국                           | | 야마가타TV           |
| 후쿠시마 현 | FCT 4     | 후쿠시마 중앙 TV | 발족~1981년 9월                         | NNN/NNS 완전가맹국                           | | 후쿠시마 방송        |
| 니가타 현   | NST 8     | 니가타 종합 TV   | ANN 발족~1983년 9월                     | FNN/FNS 완전가맹국                           | | 니가타TV21           |
| 나가노 현   | TSB 4     | TV 신슈          | 1980년 10월 개국~1991년 3월             | NNN/NNS 완전가맹국                           | 크로스넷 시대 NNS에는 가맹안함 | 나가노 아사히 방송   |
| 주쿄 광역권 | CTV 4     | 주쿄 TV 방송     | 발족~1973년 3월                         | NNN/NNS 완전가맹국                           | ANN 발족 당시부터 1973년 3월까지 CTV와 메~테레가 중복 가맹. 이 현상은 NBN의 ANN 완전가맹국화와 CTV의 NNN/NNS 완전 가맹국화에 의해 해소. | 나고야TV방송         |
| 긴키 광역권 | MBS 4     | 마이니치 방송    | 발족~1975년 3월                         | JNN 완전가맹국                               | 개국 당시, 준교육 방송국으로 면허가 교부되었다.                                                                                         | 아사히 방송          |
| 야마구치 현 | tys 3     | TV 야마구치      | 발족~1978년 9월                         | JNN/FNS 크로스 넷 →JNN 완전가맹국            | 일반 프로그램 공급만 참가 | 야마구치 아사히 방송 |
| 야마구치 현 | KRY 4     | 야마구치 방송    | 1978년 10월~1993년 9월                  | NNN/NNS 완전가맹국                           | 당초는 일반 프로그램 공급과 뉴스 네트워크만 참가. 말기에는 정식적으로 크로스넷 관계를 형성.                                             | 야마구치 아사히 방송 |
| 오카야마 현 | OHK 8     | 오카야마 방송    | 발족~1979년 3월                         | FNN/FNS 완전가맹국                           | 1979년 4월 오카야마·가가와 방송구역 광역화에 의해 ANN 탈퇴.                                                                             | 세토나이카이 방송    |
| 구마모토 현 | TKU 8     | TV 구마모토      | 발족~1989년 9월                         | FNN/FNS 완전가맹국                           | | 구마모토 아사히 방송 |
| 오이타 현   | TOS 4     | TV 오이타        | 1970년 4월~1993년 9월                   | FNN/FNS-NNN/NNS 크로스넷 →FNN/FNS 완전가맹국 | | 오이타 아사히 방송   |
| 가고시마 현 | KTS 8     | 가고시마 TV      | 발족~1982년 9월                         | FNN/FNS-NNN/NNS 크로스넷 →FNN/FNS 완전가맹국 | | 가고시마 방송        |

### 가맹하려했으나 가맹하지 않았던 방송국
| 방송구역    | 약칭/ID | 회사명    | 가맹하지 않았던 이유 |
| ----------- | ------- | --------- | --- |
| 주쿄 광역권 | GBS 8   | 기후 방송 | 텔레비전 방송 개시 당시 일본 교육 TV(NET·현：TV 아사히)의 프로그램을 많이 방송하고 있었기 때문에, ANN 발족 준비 단계에서 NBN을 NNN완전가맹국, 기후방송을 주쿄 광역권 ANN 완전가맹국으로 정하려 했으나 (이 시점에서 주쿄 TV 방송(당시는 주쿄UHF텔레비전)은 도쿄 12채널(12ch·현：TV도쿄) 완전가맹국이 될 예정이었다.) 그러나 나고야TV가 NNN/ANN의 인기 프로그램 중심으로 한 변칙 크로스넷을 유지하기 위해 주쿄 TV와 결탁해 기후방송의 가맹을 방해했기 때문에 결국 가맹하지 못했다. |

## 지국

### 일본국내
여기에서는 보도 취재 거점으로서의 지국만을 서술하며 지국 소재지에 별도 가맹국이 존재하는 현태는 제외된다.

#### 방송 대상 지역내
※이 지국들은 각 방송국의 웹사이트나 회사 안내등에 적혀있지 않지만, 인터넷이나 현지에서 존재를 확인 할 수 있다.
- TV아사히 마에바시 지국
- TV아사히 우쓰노미야 지국
- TV아사히 미토 지국
- TV아사히 죠토 지국
- TV아사히 다마 지국
- TV아사히 지바 지국
- TV아사히 요코하마 지국
- TV아사히 오다와라 지국
- TV아사히 사이타마 지국
- TV아사히 나리타 지국 제1 터미널·제2 터미널

#### 방송 대상 지역외
뉴스취재망 확충을 위해 가맹국이 없는 지역을 중심으로 지국을 두고 있었다. 이러한 지국은 현지의 CATV회사 및 기술 회사에 위탁하거나 그 지역에 있는 카메라맨 파견을 통해 운영되고 있었다. 다만, 지국 관내에서 대사건, 대규모 자연재해가 일어났을 때는 본사나 중심국, 근처의 가맹국에서 취재를 하러왔었다.
※이 지국들은 각 방송국의 웹사이트나 회사 안내 등에 적혀있지 않지만, 인터넷이나 현지에서 존재를 확인 할 수 있었다.
- TV아사히 도야마 지국
- TV아사히 고후 지국
- TV아사히 돗토리 지국
- TV아사히 요나고 지국
- 아사히 방송 도쿠시마 지국
- 아사히 방송 고치 지국
- 규슈 아사히 방송 사가 지국

### 해외
해외 지국은 ANN에 가맹한 방송국이 ANN의 승인을 얻은 다음 개설하고 있어, 지국 운영에는 ANN 기금에서 비용이 보조되고 있다(다만 전액이 아니므로 일부분은 설치한 방송국이 부담하고 있다).

그리고 TV아사히가 CNN과 제휴하고 있는 관계로 세계적으로 큰 사건이 일어나면 CNN의 영상을 사용하기도 한다.
현재 TV아사히 서울지국은 상암산로 JTBC 현사옥에 위치해있다.
- TV아사히 뉴욕 지국 … 히로시마 홈 TV도 기자 파견
- TV아사히 워싱턴 지국
- TV아사히 로스앤젤레스 지국
- TV아사히 런던 지국 … 홋카이도 TV 방송도 기자 파견
- 아사히 방송 파리 지국
- TV아사히 모스크바 지국
- TV아사히 카이로 지국
- 시즈오카아사히TV 방콕 지국 … 나고야 TV 방송도 기자 파견
- TV아사히 마닐라 지국
- TV아사히 서울 지국 … 규슈 아사히 방송도 기자 파견
- TV아사히 중국총국(베이징) … 규슈 아사히 방송도 기자 파견
- 아사히 방송 샹하이 지국
- 아사히 방송 타이페이 지국
- 나고야 텔레비전 방송 싱가포르 지국